# 高等职业教育入学考试
高等职业教育入学考试，简称春季高考、春考，是中华人民共和国高等职业教育学校的招生入学考试，由中等职业学校毕业生、高中毕业生或具有同等学力的考生参加的选拔性考试，因其在每年春末举行而得名“春季高考”。
春季高考由中华人民共和国教育部统一组织调度，根据各省教育厅公布的《考试大纲》由各省级教育考试院自主命题。
春季高考采闭卷考试形式。考试科目由知识、技能两部分组成，各地分数比值有所不同。

## 考试模式
在福建省，知识部分的文化考试包括语文（100分）、数学（100分）、英语（100分）、专业知识（300分）四科，其中专业知识包含技能操作，总计600分。
在广东省，2017-2020年期间知识部分的文化考试包括语文（100分）、数学（100分）、英语（100分）三科，总计300分，从2021年起，语文、数学和英语的总分分别改为150分，总计450分。
在江苏省文化考试包括语文（150分）数学（150分）英语（100分）专业考试包括专业理论（300分）专业操作（300分）总计1000分
在山东省，知识部分的文化考试包括语文（120分）、数学（120分）、英语（80分）、专业知识（200分）四科，技能部分包括专业技能（230分）一科，总计750分。

在上海市，知识部分的文化考试包括语文（150分）、数学（100分）、外语（150分）三科，总计450分。